# Janusz Zakrzeński

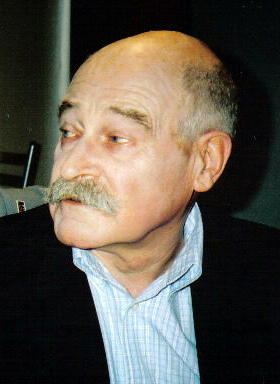
Janusz Zakrzeński

Janusz Zakrzeński, född 8 mars 1936 i Przededworze, Święty Krzyż, död 10 april 2010 i Smolensk, var en polsk skådespelare. Han spelade 1986 en av huvudrollerna, Benedykt Korczyński, i filmatiseringen av Eliza Orzeszkowas roman Nad Niemnem. Det gjordes samtidigt även en tv-serie av filmatiseringen. Zakrzeński omkom 2010 i flygolyckan i Smolensk.
Zakrzeński uppträdde i flera filmer och tv-serier och gjorde en lång karriär som teaterskådespelare både i Kraków och i Warszawa.

## Filmografi i urval
- 1965 - Popioły - Napoleon Bonaparte
- 1970 - Epilog norymberski - Hans Frank
- 1976 - Wielki układ - Józef, dyrektor przedsiębiorstwa
- 1980 - Miś - Bogdan Zagajny
- 1980 - Polonia Restituta - Józef Piłsudski
- 1986 - Nad Niemnem - Benedykt Korczyński